# Profondo Rosso (EP)
Profondo Rosso, è un singolo del disc jockey, produttore discografico e conduttore radiofonico italiano Carlo Prevale. È stato prodotto e pubblicato in tutto il mondo il 17 novembre 2016 dall'etichetta discografica italiana di musica elettronica Plast Records.
L'album EP è incentrato sulla colonna sonora dell'omonimo film capolavoro di Dario Argento, incisa dal gruppo musicale rock progressivo italiano Goblin e dal pianista jazz Giorgio Gaslini. L'EP è composto da 2 brani in versione extended e radio mix, realizzati, arrangiati e missati da Prevale.

## Tracce
Musiche di Claudio Simonetti; edizioni musicali Plast Records.
1. Prevale – Profondo Rosso (Radio Mix) – 3:30 (musica: Claudio Simonetti)
2. Prevale – Profondo Rosso (Extended Mix) – 5:15 (musica: Claudio Simonetti)

Durata totale: 8:45